# Amillarus secundus
Amillarus secundus là một loài bọ cánh cứng trong họ Cerambycidae.